# كارلوس خيمينيز
كارلوس خيمينيز (بالإسبانية: Carlos Jiménez Sánchez)‏ مواليد 10 فبراير 1976، هو لاعب كرة سلة إسباني سابق بدأ مسيرته الاحترافية في سنة 1994. يبلغ طوله 6 قدم 8.75 بوصة (2.1 م). اعتزل اللعب في 2012.

## فرق لعب لها
- سي بي إستوديانتس

## الميداليات
| الميدالية | المسابقة                         |
| --------- | -------------------------------- |
| فضية      | الألعاب الأولمبية الصيفية 2008   |
| ذهبية     | بطولة كأس العالم لكرة السلة 2006 |
| فضية      | بطولة أمم أوروبا لكرة السلة 1999 |
| برونزية   | بطولة أمم أوروبا لكرة السلة 2001 |
| فضية      | بطولة أمم أوروبا لكرة السلة 2003 |
| فضية      | بطولة أمم أوروبا لكرة السلة 2007 |

## روابط خارجية
- كارلوس خيمينيز على موقع الاتحاد الدولي لكرة السلة (الإنجليزية)
- كارلوس خيمينيز على موقع الدوري الأوروبي لكرة السلة (الإنجليزية)
- كارلوس خيمينيز على موقع fiba3x3.com (الإنجليزية)
- كارلوس خيمينيز على موقع الدوري الإسباني لكرة السلة (الإسبانية)
- كارلوس خيمينيز على موقع كرة السلة الأوروبية.كوم (الإنجليزية)
- كارلوس خيمينيز على موقع ريلجم (الإنجليزية)
- كارلوس خيمينيز على موقع بروبوليرز (الإنجليزية)
- كارلوس خيمينيز على موقع سبورتس رفرنس (الإنجليزية)
- كارلوس خيمينيز على موقع أوليمبيديا (الإنجليزية)